# Amerikansk platan
Amerikansk platan (Platanus occidentalis) är en platanväxtart som beskrevs av Carl von Linné. Den amerikanska platanen ingår i släktet plataner och familjen platanväxter. Inga underarter finns listade i Catalogue of Life.
De största exemplaren når en höjd av 37 meter. Könsmognaden uppnås efter sex eller sju år. Trädets frö sprids med vinden eller med vattendrag. Artens frön kan inte utveckla sig på mycket skuggiga platser. Bladen är treflikiga och 10 till 22 cm breda. Arten har dessutom blad som omsluter kvisten liksom en krage. Den klotrunda frökapseln har en diameter av cirka 3 cm.
Arten har glest fördelade populationer i Nordamerika från nordöstra Mexiko till sydöstra Kanada. I USA förekommer den från Texas, Oklahoma, Kansas och Iowa österut men den saknas i Florida. Amerikansk platan hittas i låglandet och i låga bergstrakter upp till 950 meter över havet. Trädet bildar mindre grupper eller växer ensamt. Arten hittas tillsammans med växter av almsläktet, asksläktet och videsläktet samt med Populus deltoides.